# Kloster Notre Dame (Ontario)
Kloster Notre Dame (auch: Kloster Orangeville) war von 1977 bis 1998 ein kanadisches Kloster der Trappisten, zuerst in Georgetown (Ontario), westlich Toronto, ab 1982 in Orangeville, Dufferin County, Ontario, nordwestlich von Toronto. Die Gründung ging von Kloster Oka aus. Die Gemeinschaft konnte sich nur 20 Jahre halten.